# Османоглу, Махмуд Шевкет
Махмуд Шевкет Османоглу (осман. شهزادہ محمود شوکت‎, тур. Mahmud Şevket Osmanoğlu; 30 июля 1903, Стамбул — 31 января 1973, Баньоль-сюр-Сез) — османский шехзаде, внук султана Абдул-Азиза.

## Биография
Махмуд Шевкет Османоглу родился 30 июля 1903 года в Стамбуле в семье Мехмед Сейфеддина-эфенди и его второй жены Нервалитер Ханым-эфенди. У него были полнородные брат и сестра - близнецы Ахмед Тевхид и Фатьма Гевхери-султан и старший единородный брат Мехмед Абдул-Азиз.
Махмуд Шевкет получил образование в Школе принцев, расположенной в павильоне дворца Ыхламур. 5 июня 1918 года вместе с братом Ахмедом Тевхидом был зачислен в Императорское военное училище. Несколько месяцев спустя двое шехзаде были возвращены в Школу принцев для прохождения военной подготовки. После подписания Мудросского перемирия его обучение в школе закончилось. В июле 1922 года закончил Военно-морскую школу и 30 июля того же года был назначен почётным адъютантом султана Мехмеда VI.
После изгнания из страны членов дома Османов прибыл в Египет, где поселился в Каире. В течение 20 лет шехзаде не видел свою дочь Нермин-султан, которая была доставлена лордом Кинроссом на военном транспортном самолёте. Они стали проживать в районе Замалек и король Фарук I стал платить им жалование из османских фондов. Дом шехзаде в Каире стал местом встречи турок, проживавших в Египте, а также его дом посещали многие известные личности.
Шехзаде Махмуду Шевкету предлагали трон Палестины, но он заявил, что без поддержки арабов, составлявших большинство населения региона, не сможет принять это предложение. После упразднения монархии Гамаль Абдель Насер депортировал его из страны, выдав ему паспорт. Шехзаде со своей дочерью и старым темнокожим евнухом, которому было более 100 лет, отправились во Францию. Во Франции шехзаде после 60 лет начал работать библиотекарем. Когда расходы на лечение и медикаменты возросли, они продали картину, которая была подарком известного французского художника Анри Матисса за сумму 4000 турецких лир и жили на эти деньги.
Скончался 31 января 1973 года в городе Баньоль-сюр-Сез в возрасте 69 лет, где и был похоронен. В его могилу была помещена горсть земли из Стамбула, которую он привёз с собой после изгнания.